# Nkhata Bay
Nkhata Bay é um distrito do Malawi localizado na Região Norte. Sua capital é a cidade de Nkhata Bay.